# Gouverneurswahlen in Japan 2014
Im Jahr 2014 fanden in Japan 13 Gouverneurswahlen statt: wegen regulären Auslaufen des Mandats in den Präfekturen Nagasaki, Ishikawa, Kyōto, Shiga, Nagano, Kagawa, Fukushima, Ehime, Okinawa, Wakayama und in Miyazaki sowie rücktrittsbedingt in Tokio und Yamaguchi.

## 2. Februar: Nagasaki
In Nagasaki fand die Wahl am 2. Februar statt, die amtliche Bekanntmachung erfolgte am 16. Januar. Gleichzeitig fanden in drei Wahlkreisen Nachwahlen zum Präfekturparlament statt. Gouverneur Hōdō Nakamura bewarb sich für eine zweite Amtszeit und wurde von LDP, Kōmeitō und DPJ Nagasaki unterstützt. Einziger Gegenkandidat war Toshihiko Haraguchi, Generalsekretär des Präfekturverbandes der KPJ. Wahlkampfthemen waren unter anderem die Wirtschafts- und Beschäftigungspolitik Nakamuras und die Landgewinnungsarbeiten in der Isahaya-Bucht. Wahlberechtigt waren 1,16 Mio. Bürger.
Die Wahlbeteiligung sank gegenüber 2010 um fast 20 Punkte auf 41 % – am höchsten war sie mit knapp 76 % in der Stadt Matsuura, wo gleichzeitig die Bürgermeisterwahl und die Wahl des Stadtparlaments stattfanden, am niedrigsten in der Stadt Nagasaki mit unter 34 %. Nakamura wurde mit über 80 % der Stimmen sicher wiedergewählt.
| Kandidat                | Stimmen | Anteil   |
| ----------------------- | ------- | -------- |
| Hōdō Nakamura           | 375.112 | 81,6 %   |
| Toshihiko Haraguchi     | 84.704  | 18,4 %   |
| Summe                   | 459.816 | 100,00 % |
| Ungültige Stimmen u. ä. | 10.041  | 2,1 %    |
| Wahlbeteiligung         | 469.857 | 40,7 %   |

## 9. Februar: Tokio
In Tokio trat Gouverneur Naoki Inose nach nur einem Jahr im Amt im Dezember 2013 zurück. Die Neuwahl war für den 9. Februar (auf Hahajima einen Tag vorgezogen: 8. Februar) angesetzt, Wahlkampfauftakt war damit am 23. Januar. Wahlberechtigt gemeldet waren (Stand 22. Januar) rund 10,8 Mio. Bürger, davon 7,4 Mio. in den Bezirken (Tokio), 3,3 Mio. in den kreisfreien Städten und weniger als 0,1 Mio. in den ländlichen Gemeinden (Kreis Nishi-Tama und Inseln) der Präfektur.
Die 16 gemeldeten Kandidaten waren:
- Yōichi Masuzoe (65),[9] ehemaliger LDP- und Kaikaku-Senator über Verhältniswahl und Sozialminister, mit Unterstützung aus LDP, Kōmeitō und vom Gewerkschaftsbund Rengō Tokio[10]
- Morihiro Hosokawa (76),[11] ehemaliger reformkonservativer (LDP/NPJ/NFP/DPJ) Gouverneur, Senator und Abgeordneter aus Kumamoto, 1993/94 Premierminister der von Ichirō Ozawa organisierten Anti-LDP-Koalition; der ehemalige LDP-Vorsitzende Jun’ichirō Koizumi unterstützt Hosokawa, außerdem DPJ, Yui no Tō und Seikatsu no Tō.
- Kenji Utsunomiya (67);[12] der ehemalige Vorsitzende der japanischen Anwaltskammer hatte bereits bei der Gouverneurswahl 2012 mit Unterstützung linker Parteien kandidiert. KPJ, SDP, Grüne Partei und NSP unterstützen seine Kandidatur 2014.
- Toshio Tamogami (65);[13] der ehemalige Stabschef der Luftselbstverteidigungskräfte war 2008 nach der Veröffentlichung eines revisionistischen Aufsatzes entlassen worden. Seine Kandidatur wird vom ehemaligen Gouverneur und aktuellen Ishin-no-Kai-Kovorsitzenden Shintarō Ishihara unterstützt.
- Yoshirō Nakamatsu (85),[14] Erfinder und Dauerkandidat
- Mac Akasaka [Makoto Tonami] (65), Lächeltherapeut und Dauerkandidat[15]
- Tomoharu Nakagawa (55), Architekt[16]
- Masaichi Igarashi (82)[16]
- Tatsuo Suzuki (73), Anwalt[17]
- Hisao Naitō (56),[15] ehemaliger Soldat der Selbstverteidigungskräfte
- Kenji Himeji (61)[15]
- Takashi Negami (64),[18] ehemaliger Kommunalbeamter in Nakano
- Kazuma Ieiri (35)
- Hiroshi Kaneko (84)
- Eiichi Sakō (64)
- Chikanori Matsuyama (72)

Vorher erklärte Kandidaturen wieder zurückgezogen haben Shigenobu Yoshida, ehemaliger Diplomat und bereits 2012 Gouverneurskandidat, und Setsuo Yamaguchi, Immobilienbewerter und Dauerkandidat.
Wahlkampfthemen waren unter anderem die Vorbereitungen auf die Olympischen Sommerspiele 2020, die Atomkraft, die nationale Verfassungsdebatte und der Katastrophenschutz.
Die Wahlbeteiligung betrug 46 %, ein Rückgang um mehr als 16 Punkte gegenüber 2012. Nach Gemeinden am höchsten war sie im Dorf Toshima, wo sie 82 % überstieg, am niedrigsten in der Kleinstadt Mizuho mit unter 36 %; in den größeren Gemeinden (kreisfreie Städte und Sonderbezirke) rangierte die Wahlbeteiligung zwischen 37 % in der Stadt Musashi-Murayama und 56 % im Bezirk Bunkyō – die heftigsten Schneefälle in Jahrzehnten hatten die Präfektur am Tag vor der Wahl erreicht. Masuzoe gewann mit mehr als 2,1 Mio. Stimmen.
| Kandidat                | Stimmen       | Anteil   |
| ----------------------- | ------------- | -------- |
| Yōichi Masuzoe          | 2.112.979,000 | 43,4 %   |
| Kenji Utsunomiya        | 982.594,767   | 20,2 %   |
| Morihiro Hosokawa       | 956.063,000   | 19,6 %   |
| Toshio Tamogami         | 610.865,000   | 12,5 %   |
| Kazuma Ieiri            | 88.936,000    | 1,8 %    |
| Doctor Nakamatsu        | 64.774,000    | 1,3 %    |
| Mac Akasaka             | 15.070,000    | 0,3 %    |
| Tatsuo Suzuki           | 12.684,000    | 0,3 %    |
| Tomoharu Nakagawa       | 4.352,000     | 0,1 %    |
| Masaichi Igarashi       | 3.911,000     | 0,1 %    |
| Kenji Himeji            | 3.727,207     | 0,1 %    |
| Hisao Naitō             | 3.575,000     | 0,1 %    |
| Hiroshi Kaneko          | 3.398,000     | 0,1 %    |
| Chikanori Matsuyama     | 2.968,000     | 0,1 %    |
| Takashi Negami          | 1.904,000     | 0,0 %    |
| Eiichi Sakō             | 1.297,000     | 0,0 %    |
| Summe                   | 4.869.097,974 | 100,00 % |
| Ungültige Stimmen u. ä. | 61.153,000    | 1,2 %    |
| Wahlbeteiligung         | 4.930.251,000 | 46,14 %  |

Zur Erklärung der Nachkommastellen, siehe Wahlen in Japan.

## 23. Februar: Yamaguchi
In Yamaguchi hat der im Sommer 2012 gewählte Gouverneur Shigetarō Yamamoto aus gesundheitlichen Gründen seinen Rücktritt eingereicht, der zur Sondersitzung des Präfekturparlaments am 14. Januar wirksam wurde. Die Wahl eines Nachfolgers erfolgte am 23. Februar, die amtliche Bekanntmachung am 6. Februar. Gleichzeitig fanden Nachwahlen zum Präfekturparlament statt. LDP und Kōmeitō unterstützten die Kandidatur des bisherigen MIC-Beamten Tsugumasa Muraoka; außerdem kandidierten mit Unterstützung der Seikatsu no Tō der ehemalige Unterhausabgeordnete und Gouverneurskandidat 2012 Tsutomu Takamura sowie die Kommunistin Naoko Fujii, ehemalige Stadträtin in Shūnan.
Der Politikberater Tetsunari Iida, der Yamamoto bei der Gouverneurswahl 2012 unterlag, bereitete sich auf eine erneute Kandidatur vor, beschloss aber einige Wochen vor der Wahl, nicht zu kandidieren.
Wahlberechtigt waren rund 1,18 Mio. Bürger (Stand: 22. Februar), ein Rückgang um rund 8.000 gegenüber 2012. Die Wahlbeteiligung sank gegenüber 2012 um 6,5 Punkte auf 38,8 %; nach Gemeinden am höchsten war sie mit 67,2 % in der Kleinstadt Kaminoseki (dem geplanten Standort des gleichnamigen Atomkraftwerks), am niedrigsten mit 33,6 % in der kreisfreien Stadt Shimonoseki, der größten Stadt der Präfektur. Muraoka gewann mit absoluter Mehrheit.
| Kandidat                | Stimmen | Anteil   |
| ----------------------- | ------- | -------- |
| Tsugumasa Muraoka       | 286.996 | 63,9 %   |
| Tsutomu Takamura        | 115.763 | 25,8 %   |
| Naoko Fujii             | 46.402  | 10,3 %   |
| Summe                   | 449.161 | 100,00 % |
| Ungültige Stimmen u. ä. | 7.813   | 1,7 %    |
| Wahlbeteiligung         | 456.974 | 38,8 %   |

## 16. März: Ishikawa
Die Wahl in Ishikawa fand am 16. März statt, Wahlauftakt war am 27. Februar. Drei Kandidaten bewarben sich: Gouverneur Masanori Tanimoto (68) strebte mit Unterstützung der Präfekturverbände von LDP, DPJ, Kōmeitō und SDP eine sechste Amtszeit an, Herausforderer waren der ehemalige demokratische Präfekturparlamentsabgeordnete Yūichirō Kawa (42) und der KPJ-gestützte Yoshinobu Kimura (62). Ein zentrales Wahlkampfthema war die geplante Wiederinbetriebnahme des Kernkraftwerks Shika.
Die Wahlbeteiligung sank gegenüber 2010 um 3,1 Punkte auf 45,0 %; nach Gemeinden am höchsten war sie mit 82,2 % in Kawakita, der kleinsten Gemeinde in Ishikawa, am niedrigsten mit 37,2 % in der Hauptstadt Kanazawa. Gouverneur Tanimoto setzte sich mit Zweidrittelmehrheit durch und wurde damit einer von derzeit zwei Gouverneuren landesweit in ihrer sechsten Amtszeit – der andere ist der seit 1993 amtierende Gouverneur von Ibaraki, Masaru Hashimoto.
| Kandidat                | Stimmen | Anteil   |
| ----------------------- | ------- | -------- |
| Masanori Tanimoto       | 285.242 | 68,91 %  |
| Yūichirō Kawa           | 94.212  | 22,76 %  |
| Yoshinobu Kimura        | 34.464  | 8,33 %   |
| Summe                   | 413.918 | 100,00 % |
| Ungültige Stimmen u. ä. | 6.217   | 1,48 %   |
| Wahlbeteiligung         | 420.135 | 44,98 %  |

## 6. April: Kyōto
Bei der Gouverneurswahl in Kyōto am 6. April (Wahlkampferöffnung 20. März) bewarb sich Gouverneur Keiji Yamada für eine vierte Amtszeit. Seine Kandidatur wurde von den großen bürgerlichen Parteien unterstützt. Einziger Gegenkandidat war mit KPJ-Unterstützung Kinderarzt Nozomu Ozaki, Vorsitzender des Min’iren Kyōto. Gleichzeitig fanden in drei Wahlkreisen (Kyōto-shi Kita-ku, Uji-shi/Kuse-gun und Jōyō-shi) Nachwahlen zum Präfekturparlament statt, außerdem in Nantan (Bürgermeister), Ide (Parlament) und Yosano (Bürgermeister und Parlament) Kommunalwahlen.
Yamada setzte sich nach einem trägen Wahlkampf – unter anderem um die Förderung der lokalen Wirtschaft, die Entwicklung des ländlichen Nordens der Präfektur, den Katastrophenschutz und die Atomkraft – mit Zweidrittelmehrheit durch. Die Wahlbeteiligung erreichte mit 34 % einen für Kyōto historischen Tiefststand; am niedrigsten war sie mit 31 % in der Stadt Kyōto, im Stadtbezirk Fushimi lag sie sogar unter 28 %. Am höchsten war sie mit über 73 % in den beiden Gemeinden des Kreises Yosa. Alle drei Nachwahlen zum Präfekturparlament wurden von LDP-Kandidaten gegen KPJ-Kandidaten gewonnen.
| Kandidat                | Stimmen | Anteil   |
| ----------------------- | ------- | -------- |
| Keiji Yamada            | 481.195 | 69,04 %  |
| Nozomu Ozaki            | 215.744 | 30,96 %  |
| Summe                   | 696.939 | 100,00 % |
| Ungültige Stimmen u. ä. | 11.950  | 1,69 %   |
| Wahlbeteiligung         | 708.889 | 34,45 %  |

## 13. Juli: Shiga

Wahlsieger (Farbe) und Höhe des Wahlsiegs in Prozentpunkten (Farbintensität) nach Gemeinde, Mikazuki blau, Koyari grün; Koyari gewann in den kreisfreien Städten Ōtsu, Takashima und Nagahama auf der Nordwestseite des Biwa-Sees und in den meisten kreisangehörigen Gemeinden, aber Mikazuki alle kreisfreien Städte im Südosten.

In Shiga lief die zweite Amtszeit von Gouverneurin Yukiko Kada am 19. Juli aus. Die Gouverneurswahl fand am 13. Juli statt, die amtliche Bekanntmachung erfolgte damit am 26. Juni. Takashi Koyari, ehemaliger Beamter im Kabinettssekretariat, kandidierte mit Unterstützung von LDP Shiga, Kōmeitō und Nippon Ishin no Kai Shiga. Anfang Mai kündigte Kada an, nicht für eine weitere Amtszeit zu kandidieren. Sie unterstützte nun die Kandidatur von Taizō Mikazuki, bisher Unterhausabgeordneter und Vorsitzender der Demokratischen Partei Shiga. Die Kommunistische Partei unterstützte Ikuo Tsubota, 2013 unterlegener (15,1 % der Stimmen) KPJ-Kandidat in Shiga bei der Wahl zum nationalen Oberhaus.
Die Wahlbeteiligung lag bei 50,15 % und damit zwar mehr als zehn Punkte niedriger als 2010, als die Gouverneurswahl allerdings mit der Wahl zum nationalen Oberhaus zusammenfiel. Nach Gemeinden am niedrigsten war sie mit 44,95 % in Hikone-shi, am höchsten in Taga-chō mit 61,04 %. Mikazuki setzte sich mit knappem Vorsprung auf Koyari durch.
| Kandidat                | Stimmen | Anteil   |
| ----------------------- | ------- | -------- |
| Taizō Mikazuki          | 253.728 | 46,33 %  |
| Takashi Koyari          | 240.652 | 43,94 %  |
| Ikuo Tsubota            | 53.280  | 9,73 %   |
| Summe                   | 547.660 | 100,00 % |
| Ungültige Stimmen u. ä. | 6.418   | 1,16 %   |
| Wahlbeteiligung         | 554.078 | 50,15 %  |

## 10. August: Nagano
Die erste Amtszeit von Naganos Gouverneur Shuichi Abe endete am 31. August. Die Gouverneurswahl in Nagano fand am 10. August statt, Wahleröffnung war damit am 24. Juli. Gegen den KPJ-gestützten Shunpō Noguchi und einen weiteren Kandidaten wurde Abe mit nicht kommunistischer Allparteienunterstützung (LDP, DPJ, Kōmeitō, Jisedai, Yui, SDP) klar mit über 80 % der Stimmen im Amt bestätigt. Die Wahlbeteiligung unterschritt noch den historischen Tiefststand von 2010 um über neun Punkte und lag bei 43,6 %.
| Kandidat                | Stimmen | Anteil   |
| ----------------------- | ------- | -------- |
| Shuichi Abe             | 626.462 | 84,23 %  |
| Shunpō Noguchi          | 106.120 | 14,27 %  |
| Takashi Negami          | 11.209  | 1,51 %   |
| Summe                   | 743.791 | 100,00 % |
| Ungültige Stimmen u. ä. | 8.747   | 1,16 %   |
| Wahlbeteiligung         | 752.538 | 43,56 %  |

## 31. August: Kagawa
In Kagawa erfolgte die amtliche Bekanntmachung am 14. August, Wahltag war der 31. August. Gouverneur Keizō Hamada kandidierte mit Unterstützung von LDP, SDP, DPJ und Kōmeitō für eine zweite Amtszeit. Die KPJ unterstützte Tadashi Kawamura, vorher unter anderem KPJ-Unterhauskandidat in Kagawa 2012 und Generalsekretär der KPJ Kagawa. Hamada setzte sich klar mit über 80 % der Stimmen durch. Die Wahlbeteiligung erreichte mit 33,6 % den zweitniedrigsten Wert jemals.

## 26. Oktober: Fukushima
In Fukushima fand die Gouverneurswahl am 26. Oktober statt, der offizielle Wahlkampf begann damit am 9. Oktober. Gouverneur Yūhei Satō trat trotz des Wunschs von Unterstützern nach einer dritten Kandidatur nicht mehr an. Bei leicht vom Rekordtief 2010 erholter Wahlbeteiligung setzte sich der ehemalige Vizegouverneur Masao Uchibori mit breiter Unterstützung aus den Parteien (LDP, DP, Kōmeitō, SDP) gegen Yoshihiro Kumasaka (KPJ, Shintō Kaikaku) und vier weitere Kandidaten klar durch.
| Kandidat                | Partei (Wahlempfehlungen) | Stimmen | Anteil  |
| ----------------------- | ------------------------- | ------- | ------- |
| Masao Uchibori          | – (LDP, DP, Kōmeitō, SDP) | 490.384 | 68,4 %  |
| Yoshihiro Kumasaka      | – (KPJ, Shintō Kaikaku)   | 129.455 | 18,0 %  |
| Katsutaka Idogawa       | –                         | 29.763  | 4,1 %   |
| Yoshinao Kaneko         | –                         | 25.516  | 3,6 %   |
| Akiko Iseki             | –                         | 24.669  | 3,4 %   |
| Yoshitaka Ikarashi      | –                         | 17.669  | 2,5 %   |
| Summe                   | Summe                     | 717.456 | 100,0 % |
| Ungültige Stimmen u. ä. | Ungültige Stimmen u. ä.   | 16.169  | 2,2 %   |
| Wahlbeteiligung         | Wahlbeteiligung           | 733.625 | 45,85 % |

## 16. November
Am 16. November fanden Gouverneurswahlen in Ehime und Okinawa statt, sowie unter anderem außerdem Bürgermeisterwahlen in mehreren Präfekturhauptstädten: Matsuyama (Ehime), Kumamoto (Kumamoto), Fukuoka (Fukuoka) und Naha (Okinawa).

### Ehime
In Ehime bewarb sich Gouverneur Tokihiro Nakamura (54), unterstützt von den Präfekturverbänden von LDP, DPJ und Minna no Tō, für eine zweite Amtszeit und setzte sich klar gegen den Kommunisten Kiyuki Kōji (71) durch. Die Wahlbeteiligung erreichte mit 42,9 % einen historischen Tiefststand.

### Okinawa
In Okinawa unterstützten LDP und Komeitō Gouverneur Hirokazu Nakaima für eine dritte Amtszeit, wichtigster Gegenkandidat war Takeshi Onaga, vorher Bürgermeister der Hauptstadt Naha, dessen klare Position gegen den Verbleib des US-Stützpunkts Futenma in der Präfektur von der linken Präfekturopposition aus Okinawa Shadaitō, KPJ und SDP, der DPJ-Abspaltung Seikatsu no Tō sowie von einigen konservativen Abgeordneten aus Präfektur- und Kommunalparlamenten unterstützt wurde. Außerdem bewarben sich der ehemalige NVP-Unterhausabgeordnete und Minister Mikio Shimoji (unterstützt von Sōzō und Ishin no Tō) sowie der ehemalige DPJ-Oberhausabgeordnete Shōkichi Kina (ohne formale Parteiempfehlung).
Wie in vorangegangenen Wahlkämpfen war die US-Militärpräsenz ein Hauptthema des Wahlkampfes; 2013 hatte Nakaima nach langjähriger Diskussion und zähen Verhandlungen den zwischen den Regierungen in Tokio und Washington vereinbarten Umstrukturierungsplänen des US-Militärs zugestimmt. Die Wahlbeteiligung stieg gegenüber 2010 um mehr als drei Punkte auf 64,13 %. Onaga (360.820 Stimmen) setzte sich mit klarem Vorsprung auf Nakaima (261.076) durch, Shimoji erhielt knapp 70.000 Stimmen, Kina weniger als 8.000.

## 30. November: Wakayama
Bei der Gouverneurswahl in Wakayama (Bekanntmachung 13. November, Wahltag 30. November) bewarb sich Amtsinhaber Yoshinobu Nisaka mit nicht kommunistischer Allparteienunterstützung (LDP, DPJ, Kōmeitō, SDP) für eine dritte Amtszeit, einziger Gegenkandidat war mit KPJ-Unterstützung Yoshimasa Hatanaka. Die Wahlbeteiligung sank auf unter 40 %, Nisaka gewann klar.

## 21. Dezember: Miyazaki
In Miyazaki fand die Gouverneurswahl 2014 eine Woche nach der nationalen Unterhauswahl statt. Gouverneur Shunji Kōno (LDP, DPJ, Kōmeitō, Jisedai, SDP) setzte sich gegen den ehemaligen Unterhausabgeordneten Hidesaburō Kawamura und Kōichi Hotta (KPJ) für eine zweite Amtszeit durch.